# قوینانلو بامیر
قوینانلو روستایی در دهستان گلیان بخش مرکزی شهرستان شیروان استان خراسان شمالی ایران است.
تعدادی از اهالی روستا در سالیان دور به روستای تبریان از توابع شهر فاروج مهاجرت کرده اند و بواسطه عدم دقت کافی به اشتباه از عنوان تبریان برای روستای قوینانلو استفاده گردیده است.
مردم روستا به گویش کرمانجی صحبت میکنند و به کشاورزی و دامپروری اشتغال دارند و از اهم محصولات کشاورزی میتوان به گندم، جو و گردو اشاره کرد.

## جمعیت
بر پایه سرشماری عمومی نفوس و مسکن در سال ۱۳۹۵ جمعیت این مکان ۸۱ نفر (۲۱خانوار) بوده‌است.